# 小行星78430
小行星78430（78430 Andrewpearce）是一颗绕太阳运转的小行星，为主小行星带小行星。该小行星于2002年8月18日发现。
該小行星以澳大利亞業餘天文學家安德魯·皮爾斯（Andrew Pearce）命名。

## 轨道参数
小行星78430的轨道半长轴为2.7071131 UA，离心率为0.058。